# Hammerschmiede (Mühlehorn)

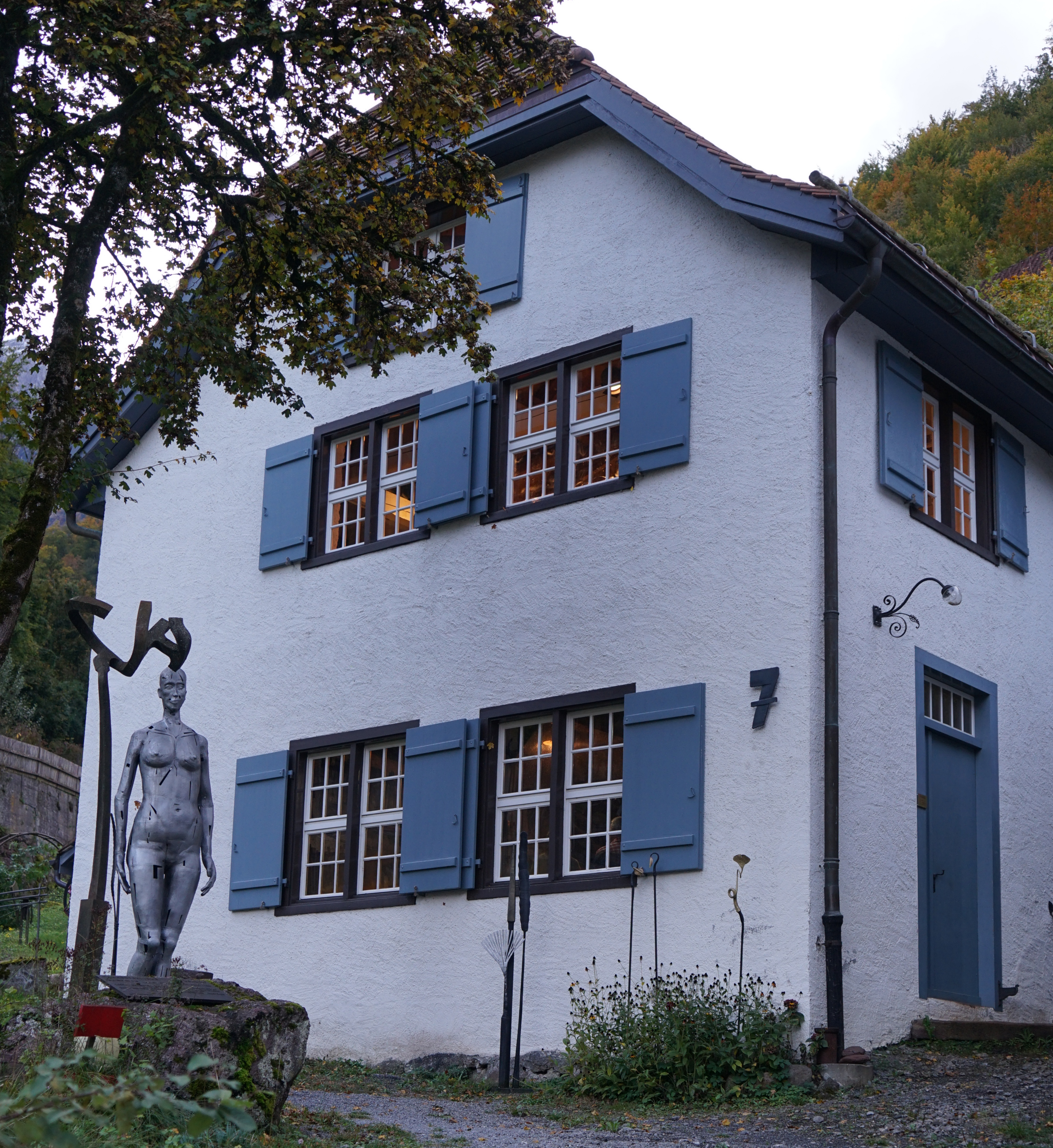
Hammerschmiede mit der Skulptur Elektra, 2024

Die Hammerschmiede (auch Alte Hammerschmiede Mühlehorn) in Mühlehorn in der Gemeinde Glarus Nord ist eine der letzten ihrer Art in der Schweiz. Die Schmiede gilt als «bedeutende Zeugin aus der Frühzeit industrieller Eisenbearbeitung» und gehört zu den ältesten in Betrieb stehenden Hammerwerken Europas. Sie ist ein Kulturgut von nationaler Bedeutung im Kanton Glarus.

## Lage

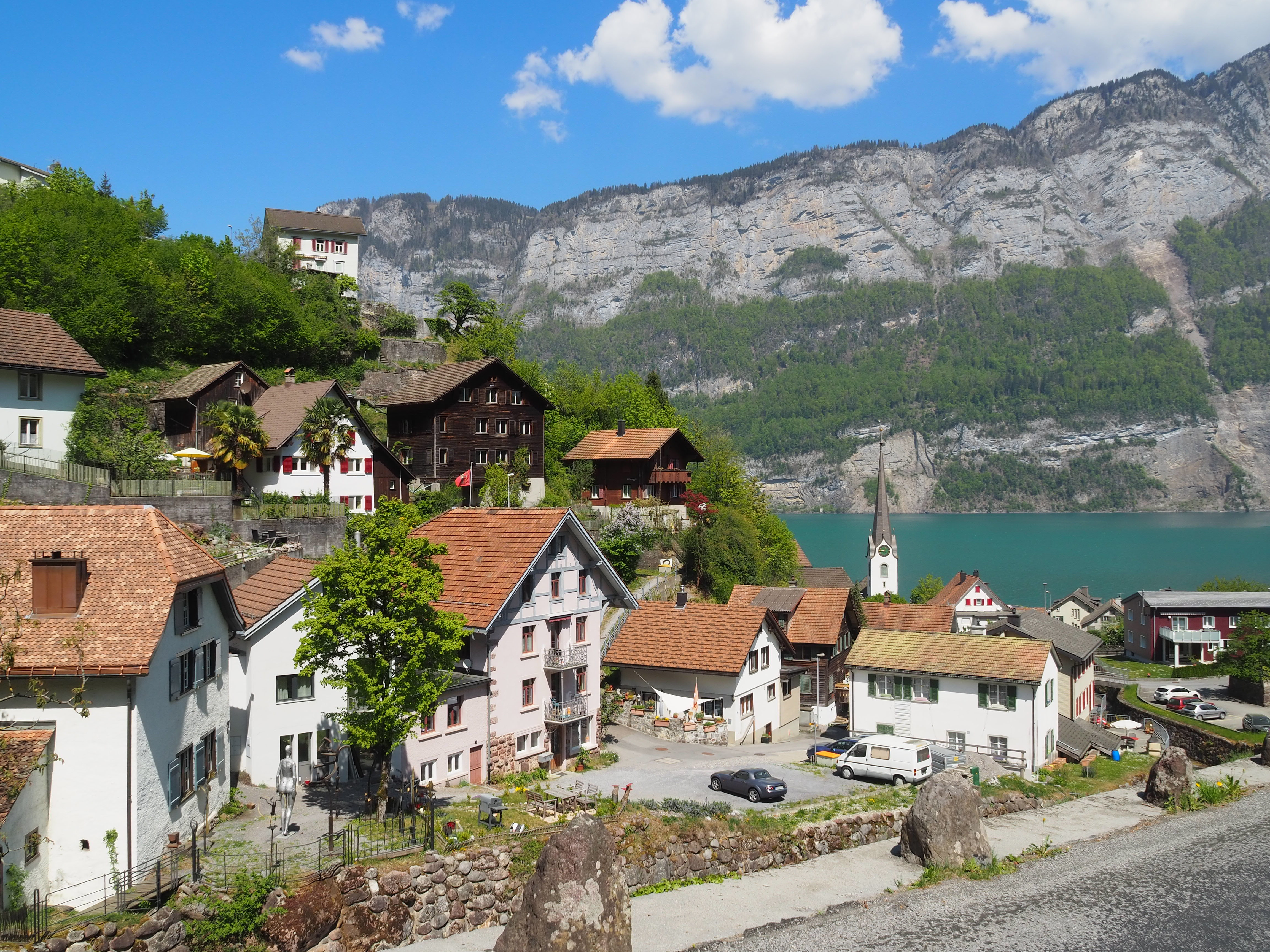
Die Hammerschmiede (ganz links) im Ortsbild von Mühlehorn, 2020

Das Gebäude im «Hammerschmiedeweg 7» liegt in Hanglage oberhalb des Orts am Meerenbach, dessen Abzweig über das Mühlrad geführt wird. Dieser sechseinhalb Kilometer lange Zufluss des Walensees lieferte ab 1800 Wasserkraft für zahlreiche Mühlen, Sägen und Schmieden.

## Geschichte
Die Schmiede wurde 1778 am Transportweg des Sarganser Eisens nach Zürich errichtet. Erbauer war Johann Peter Heussi. Hergestellt wurden Werkzeuge für Handwerk sowie Bergbau, für Land- und Forstwirtschaft. Daneben konnten Waffen geschliffen werden. Ab der Mitte des 19. Jahrhunderts wurde zusätzlich eine Zigerreibe betrieben. Bis 1897 war die Müllerfamilie Heussi im Besitz der Schmiede. Walter Elmer und ab 1901 Fridolin Egger-Kamm führten das Unternehmen bis 1953 weiter. Der Glarner Heimatschutz erwarb 1964 das Anwesen und liess es bis 1966 restaurieren. Nach Überführung in eine Stiftung wurde 1971 ein Schaubetrieb als Kunstschmiede neu belebt. Die Renovation gilt als «Pioniertat» des Heimatschutzes und wurde vom Kanton, dessen Gewerbe und der Schweizer Industriespende unterstützt. Seit 1994 ist der Schmied und Künstler Christian Zimmermann (* 1966 in Pliezhausen) in der Hammerschmiede tätig und hat dort über 700 Seminare durchgeführt. Im Juni 2023 war die Schmiede Gastgeber der Hauptversammlung des Glarner Heimatschutzes.
Im Jahr 1877 errichteten die Brüder Heussi weiter oben am Meerenbach eine grosse Walzmühle, die bis 1895 zu einem sechsstöckigen Bauwerk erweitert wurde. Diese brannte 1907 aus und wurde neun Monate später wiedereröffnet. Die Mühle wurde 1973 stillgelegt und als Lager- und Silogeschäft weitergeführt. Ein Grossbrand zerstörte 1980 den Komplex bis auf die Grundmauern. Ein zweites Silo am Bahnhof wurde 2005 abgebrochen.

## Beschreibung

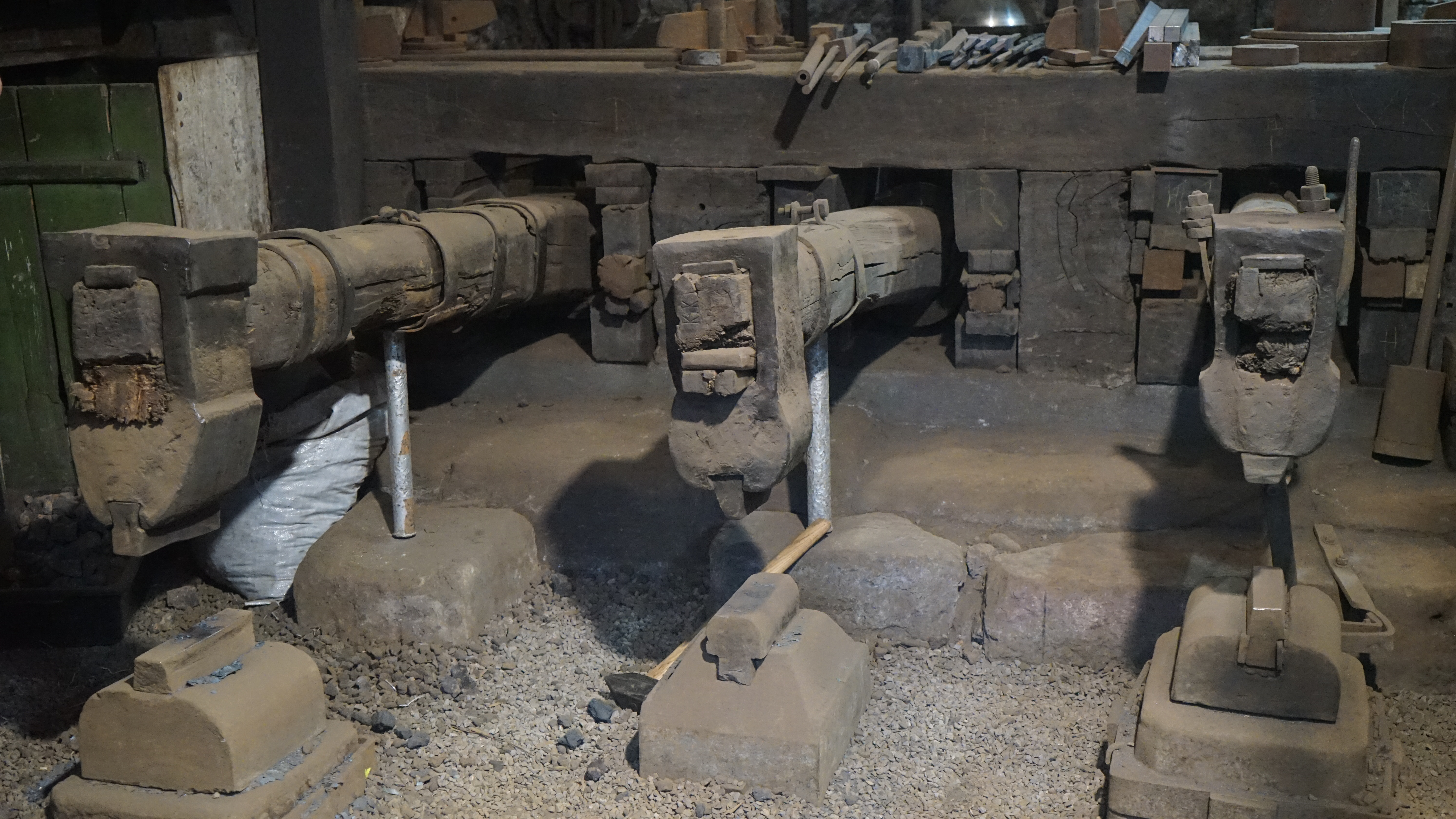
Schwanzhämmer der Schmiede, 2024

Das zweigeschossige Gebäude hat ein Teilwalm-Sparrendach mit liegendem Stuhl. Im Obergeschoss ist ein Werkstattraum eingerichtet. Die Schmiede im Erdgeschoss ist mit einer Esse und drei Schwanzhämmern ausgestattet, die von einem oberschlächtigen Wasserrad über eine Nockenwelle angetrieben werden. Die drei unterschiedlichen Hämmer für Grob- und Feinarbeit haben ein Gewicht von 70 bis 200 Kilogramm und arbeiten mit 180 bis 240 Schlägen pro Minute. Die Wassermenge des vier Meter grossen Rades ist auf 0,1 m³/s begrenzt. Der grosse Schleifstein hängt in einem Anbau mit Pultdach. Die Dächer sind mit Biberschwanzziegeln eingedeckt. Die Fenster sind paarweise gekoppelt, geteilt und haben Läden.
Der ehemalige Behälter für die in der Esse benötigte Kohle wurde von einem modernen Wohnhaus überbaut. Zu den Kunstwerken vor der Schmiede gehört die mehr als drei Meter hohe Skulptur Elektra. Eine Gedenktafel weist auf den Schmied Fridolin Egger und die Restaurierung hin.
Talseitig wurde in den 1920er Jahren ein zweigeschossiges Wohnhaus mit Bruchsteinsockel und Fachwerk im Dachgeschoss errichtet.

## Belege und Anmerkungen
1. 1 2 3 4 5  Andreas Bräm: Alte Hammerschmiede, Hammerschmiedeweg 7. In: Glarus Nord. Bern 2017. S. 423.
2. ↑  Hammerschmiede. Kulturgüterschutzinventar mit Objekten von nationaler Bedeutung (Bundesamt für Bevölkerungsschutz BABS), abgerufen am 24. November 2024.
3. ↑  Andreas Bräm: Dorf [Mühlehorn]. In: Glarus Nord. Bern 2017. S. 406.
4. ↑  Fridolin Egger, † 1953; laut Gedenktafel.
5. ↑  Laut Gedenktafel.
6. ↑  Biographie Christian Zimmermann 2022. Auf hammerschmiede.com, abgerufen am 24. November 2024.
7. ↑  Stiftung Hammerschmiede Mühlehorn. Auf hammerschmiede.com, abgerufen am 24. November 2024.
8. ↑  Mühlehorn, Übersicht. In: Rolf von Arx, Jürg Davatz, August Rohr: Industriekultur im Kanton Glarus. Streifzüge durch 250 Jahre Geschichte und Architektur. Südostschweiz-Buchverlag, Zürich 2005, ISBN 978-3-905688-04-7. Text:  S. 273–274.

Koordinaten: 47° 6′ 56,3″ N, 9° 10′ 18,6″ O; CH1903: 731527 / 219747